# Очки опыта
Очки опыта (сокр. XP от experience, «экспа») в компьютерных и/или ролевых играх — вознаграждение, выражаемое в числовой форме, получаемое игроком за успешное выполнение тех или иных действий, часто — уничтожение врагов. Накопление очков опыта при достижении некоторого порогового значения ведёт к повышению уровня.
Идея подобного вознаграждения тесно связана с идеями протестантской этики, господствующей в США — родине современных RPG. Однако игроки нередко находят способы обхода заложенной в данный показатель идеи о том, что вознаграждение даётся за тяжёлый труд. Так, в онлайн-играх игроки нередко много времени проводят на так называемых «фермах», местах, где набирают опыт, убивая неопасных для себя противников (или, другими словами — занимаются фармингом).
Действия, направленные прежде всего на получение очков опыта, принято называть прокачкой. Игроков, увлечённых прокачкой (к примеру, путём вышеупомятутого фарминга) в ущерб другим аспектам игры, называют манчкинами (от англ. Munchkin).